# Клинковский, Александр Кузьмич
Александр Кузьмич Клинковский (1912—1943) — майор Рабоче-крестьянской Красной Армии, участник Великой Отечественной войны, Герой Советского Союза (1943).

## Биография
Александр Клинковский родился 5 июня 1912 года в селе Тетеревка (ныне — Жашковский район Черкасской области Украины). После окончания средней школы работал в колхозе. В 1934 году Клинковский был призван на службу в Рабоче-крестьянскую Красную Армию. Окончил командные курсы. С октября 1941 года — на фронтах Великой Отечественной войны. К ноябрю 1943 года майор Александр Клинковский командовал батальоном 1331-го стрелкового полка 318-й горнострелковой дивизии 18-й армии Северо-Кавказского фронта. Отличился во время Керченско-Эльтигенской операции.
1 ноября 1943 года Клинковский во главе передового десантного отряда полка переправился через Керченский пролив и высадился на побережье в районе посёлка Эльтиген (ныне — Героевское в черте Керчи). Разделив свой отряд на три группы, Клинковский штурмом захватил важную высоту и закрепился на ней, отразив 19 вражеских контратак.
Указом Президиума Верховного Совета СССР от 17 ноября 1943 года за «образцовое выполнение боевых заданий командования и проявленные при этом мужество и героизм» майор Александр Клинковский был удостоен высокого звания Героя Советского Союза. Орден Ленина и медаль «Золотая Звезда» он получить не успел, так как 4 декабря в бою получил тяжёлое ранение, от которого скончался 6 декабря.
Был также награждён орденами Красного Знамени и Александра Невского.